# Девід Овіно
Девід Овіно Одіамбо (англ. David Owino Odhiambo, нар. 5 квітня 1988) — кенійський футболіст, захисник замбійського клубу «ЗЕСКО Юнайтед», а також національної збірної Кенії.

## Клубна кар'єра
Девід Овіно виріс у Накуру і в юності грав за «Олімпік Ют» та з 2004 року в Академії Сент-Джозефа. Згодом став грати за основну команду «Накуру»
2008 року Овіно переїхав до команди «Курутурі» з міста Найваша і провів в її складі три сезони. Після сезону 2011 року підписав контракт «Гор Магія», ставши заміною Еріку Масіку, який пішов до АФК Леопардс. У 2013 році він виграв свій перший титул чемпіона.
До складу замбійського клубу «ЗЕСКО Юнайтед» приєднався 2014 року. 

## Виступи за збірну
15 січня 2012 року дебютував в офіційних матчах у складі національної збірної Кенії у товариському матчі проти Сенегалу (0-1).
У грі 23 березня 2013 року проти Нігерії в кваліфікації до ЧС-2014 він так добре нейтралізував вінгера Віктора Мозеса, що йому дали прізвисько Калабар на честь місця проведення матчу в Кенії.
Свій перший гол у збірній забив 8 вересня 2013 року під час матчу кваліфікації до чемпіонату світу, принісши кенійцям єдину перемогу в цьому змаганні над Намібією 1-0.
У складі збірної був учасником Кубка африканських націй 2019 року в Єгипті, де зіграв в одному з трьох поєдинків своєї команди проти Танзанії (3-2).